# I'm Left, You're Right, She's Gone
"I'm Left, You're Right, She's Gone" er en komposition fra 1955 af Stanley Kesler og Bill (William E.) Taylor. Sangen er indspillet den 5. marts 1955 af Elvis Presley i studiet hos Sam Phillips' pladeselskab Sun Records. 
Sangen blev udsendt på singleplade umiddelbart efter indspilningen. På pladens anden side var sangen "Baby, Let's Play House" (Arthur Gunter). Singlen nåede 10. pladsen på Countryhitlisten i USA, den højeste placering nogensinde for en Presley-plade på daværende tidspunkt.
En alternativ version af "I'm Left, You're Right, She's Gone", indspillet samme tid og sted, udsendtes i 1984 på albummet A Golden Celebration, en 6-dobbelt LP-box udsendt kort før Elvis Presleys 50 års fødselsdag.
"I'm Left, You're Right, She's Gone" udmærker sig ved at være den første sang, som er skrevet til Elvis Presley og som han er den første, der indsynger. Alt, hvad han indtil da havde indspillet, var kopi-versioner af andre kunstneres sange, – noget som han i øvrigt brugte flittigt gennem hele sin karriere. Det er samtidig den første indspilning med Elvis, hvor der medvirker en trommeslager, nemlig Jimmie Lott, der havde en kort karriere herefter inden han forsvandt ud i glemslen.
Sangens oprindelige titel var "You're Right, I'm Left, She's Gone", men Elvis fandt det mere mundret at synge den anden version, og derved blev det. Melodien har sit udspring i en jingle, som florerede i amerikanske TV-reklamer på den tid.